# 제라드 케네디
제라드 케네디(Gerard Kennedy, 1932년 3월 8일 ~ )는 오스트레일리아의 배우이다.
퍼스에서 태어났다.

## 출연 작품
- 울프 크릭 2 (2013년) - 잭 역
- 럭키 마일 (2007년)
- 사라진 소녀 (2005년)
- 블러드 크라임 (2002년)
- 엡타이드 (1994년)
- 바디 멜트 (1993년)
- 가르보 (1992년)
- 돌아온 제5전선 (1988년)
- 사막의 용사 (1987년)
- 패티 핀 (1980년)
- 뉴스프론트 (1978년)
- 지옥의 탈출 (1976년)

### 텔레비전
- 프리즈너 (1985, Prisoner) - 앨 역